# Eduardo Restrepo Victoria
Eduardo Restrepo Victoria, más conocido por su alias "El Socio" (Pitalito 29 de septiembre de 1957) es un narcotraficante colombiano.
Exmiembro del Cartel del Norte del Valle y socio de Wilber Varela. Restrepo era buscado por las autoridades colombianas por cargos de narcotráfico, enriquecimiento ilícito y la posesión ilegal de armas. Fue capturado por las autoridades colombianas y de Estados Unidos el 25 de julio de 2006. El 20 de julio de 2006, el gobierno de Estados Unidos pidió su extradición. Fue extraditado a los Estados Unidos el 10 de diciembre de 2007.

## Primeros años
Restrepo nació y se crio en las afueras de El Pital en el departamento del Huila, en el centro de Colombia de una familia de trabajadores campesinos. La mayor parte de su vida la pasó trabajando en los campos de arroz en Lérida, departamento del Tolima después de migrar por una mejor suerte. En Lérida, Restrepo conoció a los importantes productores de arroz que lo emplean, incluyendo a los asociados de Diego León Montoya, y trabajó en las haciendas que tenían pistas de aterrizaje en Espinal, Ibagué y Venadillo. Se convirtió en una especie de controlador aéreo para los vuelos utilizados por la mafia del Cartel del Norte del Valle en ese entonces dirigido por Montoya-Sánchez, entre otros.

### Tráfico de drogas
De acuerdo con las cuentas de la Policía Nacional de Colombia, después de haber sido introducido en el comercio de drogas ilegales, Restrepo comenzó a administrar las propiedades de otro capo de la droga, Henry Loaiza, alias "El Alacrán". Loaiza lo envió a México en 1995, donde estableció contactos con el cartel mexicano de drogas, el cártel de Juárez encabezado por Amado Carrillo Fuentes, alias "El Señor de los Cielos". En México Restrepo hizo una masiva fortuna mediante el control de flujo de drogas y los contactos entre los cárteles de la droga colombianos y mexicanos.

### Retorno a Colombia
Restrepo regresó a Colombia a finales de 2000 y comenzó una ola de compra de haciendas, clubes nocturnos, centros comerciales, edificios de oficinas, apartamentos de lujo y vehículos. También se asocia con Wilber Varela alias "Jabón", otro jefe del cartel de Nortel del Valle.
En 2001, el entonces gobernador del departamento del Tolima, Guillermo Alfonso Jaramillo, alertó a las autoridades acerca de su comportamiento y sus excentricidades.
El 25 de agosto de 2005, cuatro testigos declararon en contra de Restrepo, alegando que tenía vínculos con las mafias y los grupos paramilitares vinculados a las Autodefensas Unidas de Colombia, el Bloque Tolima. Los testigos mencionaron que Restrepo y su socio Wilber Varela habían estado planeando comprar parte de la unidad paramilitar.

### Arresto
En el año 2004 una unidad del Ministerio Público irrumpieró en una de las propiedades de Restrepo en las afueras de Ibagué con una orden de arresto contra la delincuencia, la producción y el tráfico de armas de fuego y de portarlas sin autorización.
El domingo 23 de julio de 2006 la Policía Nacional colombiana interceptó una llamada telefónica de Restrepo a un miembro de la familia para pedirle que apelara a dos empresarios del departamento del Tolima que le prestaran la finca de Andalucía, ubicada en el municipio de Subachoque, departamento de Cundinamarca.
El 25 de julio de 2006, la Policía Nacional de Colombia de la unidad de inteligencia DIJIN allanaron la finca y lo encontraron con una persona más, junto a sus dos hijas y dos hombres.
Cuando se le preguntó por la oficina del procurador general de Colombia, Restrepo respondió "Nunca he trabajado con las drogas". También negó conocer de alguien llamado Wilber Varela. Negó que el testimonio de su antiguo cuerpo de guardia de Robinson Guilombo que lo relacionaba con el Cartel del Norte del Valle. Guilombo está bajo la protección de la DEA y las unidades de la Fiscalía General.

## Propiedades
Según las autoridades colombianas Restrepo tiene alrededor de 900 propiedades en Colombia y México. Sus dos hermanas Teresa y Norma le sirvieron como blanqueadores de dinero a través de una empresa denominada Agropecuaria Palma del Río.
El 7 de septiembre de 2005 la Policía Nacional de Colombia allanaron y confiscaron 65 propiedades pertenecientes a Restrepo en Bogotá, Cali y el departamento de Tolima.